# Federico Zabala Alcíbar-Jáuregui
Federico Zabala Alcíbar-Jáuregui (Tolosa, Guipúscoa, 13 de gener de 1916 - Villabona-Amasa, 1 d'octubre de 1993) fou un advocat, polític i historiador basc.
Estudia el batxillerat en el Col·legi dels Jesuïtes. Va cursar la carrera de Dret en la Universitat de Saragossa. Professor d'Història Basca en Estudis Universitaris i Tècnics de Guipúscoa. Membre de nombre de la Reial Societat de Bascongada dels Amics del País. Ha col·laborat amb articles d'assaig a La Voz de España, El Diario Vasco, Egan, Deia i Euzkadi, així com en el Butlletí de la Reial Societat Bascongada d'Amics del País. Ha pronunciat moltes conferències sobre història basca, disciplina sobre la qual també ha donat molts cursets. Va obtenir en 1968 el Premi Periodístic "Pablo Gorozábel" i el gener de 1977 el premi Enrique Aguren.
Militant del Partit Nacionalista Basc, a les eleccions generals espanyoles de 1977 fou escollit senador per Guipúscoa pel Front Autonòmic, i fou president de la Comissió d'Incompatibilitats. Ell i el senador d'UCD Juan Echevarría Gangoiti van presentar a la Secretaria General del Congrés dels Diputats el projecte d'Estatut d'Autonomia del País Basc de 1979.
Fou escollit novament senador pel PNB a les eleccions generals espanyoles de 1979 i 1982, i diputat al Parlament Basc a les eleccions de 1984.

## Obres
- Monografía Histórica de la Villa de Tolosa (1969)
- Camino bajo la lluvia
- Historia del Pueblo Vasco (1971)
- De los Fueros al Estatuto. Los Conciertos Económicos (1977)